# Barbosella dolichorhiza
Barbosella dolichorhiza, es un especie de orquídea epifita originaria de Nicaragua hasta Perú.

## Distribución y hábitat
Se distribuye por Costa Rica, Colombia, Ecuador, Perú y  Nicaragua donde es conocida por una sola colección (Heller 9701). Se encuentra en hábitat de nebliselvas, en Jinotega a una altitud de 1290 metros. La floración se produce en octubre. Esta especie ha sido confundida con B. prorepens, pero difiere de esa en tener las flores más grandes y el labelo más largo con 3 carinas prominentes.

## Descripción
Son plantas que alcanzan hasta los 7 cm de alto. Las hojas de 25–30 mm de largo y 4 mm de ancho, canaliculadas. Inflorescencia con pedúnculo de 7 cm de largo, las flores patentes, amarillentas con una raya café-rojiza sobre el centro del labelo; los sépalos de 11 mm de largo, agudos, con bordes verrugosos; los pétalos de 6 mm de largo y 1 mm de ancho; labelo de 4 mm de largo y 1.5 mm de ancho, aplanado, el lobo medio subcuadrado con 3 carinas longitudinales elevadas que terminan en un apículo central conspicuo; columna de 4 mm de largo, con alas inconspicuas; ovario de 3.5 mm de largo, pedicelado.

## Taxonomía
Barbosella dolichorhiza fue descrita por Rudolf Schlechter  y publicado en Repertorium Specierum Novarum Regni Vegetabilis, Beihefte 7: 117. 1920.
Etimología
Barbosella: nombre genérico que fue otorgado en honor de João Barbosa Rodrigues, investigador de orquídeas brasileñas.
dolichorhiza: epíteto latino 
Sinónimos
- Masdevallia anaristella Kraenzl., Repert. Spec. Nov. Regni Veg. 17: 417 (1921).
- Barbosella bradeorum Schltr., Repert. Spec. Nov. Regni Veg. Beih. 19: 111 (1923).
- Pleurothallis bradeorum (Schltr.) Ames, F.T.Hubb. & C.Schweinf., Bot. Mus. Leafl. 3: 39 (1934).
- Pleurothallis anaristella (Kraenzl.) L.O.Williams, Ceiba 1: 186 (1950).
- Barbosella fuscata Garay, Orquideologia 4: 153 (1969).
- Barbosella anaristella (Kraenzl.) Garay, Orquideologia 9: 114 (1974).
- Triaristellina anaristella (Kraenzl.) Rauschert, Feddes Repert. 94: 469 (1983).[3]